# Vívás az 1964. évi nyári olimpiai játékokon
Az 1964. évi nyári olimpiai játékokon a vívásban nyolc versenyszámot rendeztek. Férfi vívásban egyéni és csapatversenyt tartottak mindhárom fegyvernemben, női vívásban csak tőr egyéni és csapatverseny szerepelt a programban.

## Éremtáblázat
(Magyarország eltérő háttérszínnel, az egyes számoszlopok legmagasabb értéke, vagy értékei vastagítással kiemelve.)
| Az 1964. évi nyári olimpiai játékok éremtáblázata vívásban | Az 1964. évi nyári olimpiai játékok éremtáblázata vívásban | Az 1964. évi nyári olimpiai játékok éremtáblázata vívásban | Az 1964. évi nyári olimpiai játékok éremtáblázata vívásban | Az 1964. évi nyári olimpiai játékok éremtáblázata vívásban | Olimpia  |
| ---------------------------------------------------------- | ---------------------------------------------------------- | ---------------------------------------------------------- | ---------------------------------------------------------- | ---------------------------------------------------------- | -------- |
|                                                            | Ország                                                     | Arany                                                      | Ezüst                                                      | Bronz                                                      | Összesen |
| 1.                                                         | Magyarország (HUN)                                         | 4                                                          | 0                                                          | 0                                                          | 4        |
| 2.                                                         | Szovjetunió (URS)                                          | 3                                                          | 1                                                          | 2                                                          | 6        |
| 3.                                                         | Lengyelország (POL)                                        | 1                                                          | 1                                                          | 1                                                          | 3        |
|                                                            |                                                            |                                                            |                                                            |                                                            |          |
| 4.                                                         | Franciaország (FRA)                                        | 0                                                          | 2                                                          | 3                                                          | 5        |
| 5.                                                         | Olaszország (ITA)                                          | 0                                                          | 2                                                          | 1                                                          | 3        |
| 6.                                                         | Egyesült Német Csapat (EUA)                                | 0                                                          | 1                                                          | 1                                                          | 2        |
| 7.                                                         | Nagy-Britannia (GBR)                                       | 0                                                          | 1                                                          | 0                                                          | 1        |
|                                                            |                                                            |                                                            |                                                            |                                                            |          |
| Összesen                                                   | Összesen                                                   | 8                                                          | 8                                                          | 8                                                          | 24       |

## Érmesek

### Férfi
| Az 1964. évi nyári olimpiai játékok férfi érmesei vívásban | | | |
| Versenyszám                                                | Arany | Ezüst | Bronz |
| tőr, egyéni                                                | Egon Franke · Lengyelország (POL)                                                                         | Jean-Claude Magnan · Franciaország (FRA)                                                                                      | Daniel Revenu · Franciaország (FRA)                                                                               |
| kard, egyéni                                               | Pézsa Tibor · Magyarország (HUN)                                                                          | Claude Arabo · Franciaország (FRA)                                                                                            | Umjar Mavlihanov · Szovjetunió (URS)                                                                              |
| párbajtőr, egyéni                                          | Hrihorij Krissz · Szovjetunió (URS)                                                                       | Bill Hoskyns · Nagy-Britannia (GBR)                                                                                           | Guram Kosztava · Szovjetunió (URS)                                                                                |
| tőr, csapat                                                | Szovjetunió (URS) · German Szvesnyikov · Viktor Zsdanovics · Mark Midler · Jurij Sziszikin · Jurij Sarov  | Lengyelország (POL) · Zbigniew Skrudlik · Witold Woyda · Ryszard Parulski · Egon Franke · Janusz Różycki                      | Franciaország (FRA) · Jean-Claude Magnan · Daniel Revenu · Jacky Courtillat · Pierre Rodocanachi · Christian Noël |
| kard, csapat                                               | Szovjetunió (URS) · Borisz Melnyikov · Umjar Mavlihanov · Nugzar Aszatiani · Jakov Rilszkij · Mark Rakita | Olaszország (ITA) · Wladimiro Calarese · Cesare Salvadori · Giampaolo Calanchini · Mario Ravagnan · Pierluigi Chicca          | Lengyelország (POL) · Andrzej Piątkowski · Ryszard Zub · Emil Ochyra · Jerzy Pawłowski · Wojciech Zabłocki        |
| párbajtőr, csapat                                          | Magyarország (HUN) · Bárány Árpád · Gábor Tamás · Kausz István · Kulcsár Győző · Nemere Zoltán            | Olaszország (ITA) · Gianluigi Saccaro · Giuseppe Delfino · Giovanni Battista Breda · Alberto Pellegrino · Gianfranco Paolucci | Franciaország (FRA) · Claude Brodin · Jacques Brodin · Yves Dreyfus · Claude Bourquard · Jacques Guittet          |

### Női
| Az 1964. évi nyári olimpiai játékok női érmesei vívásban |                                                                                                   | | |
| Versenyszám                                              | Arany                                                                                             | Ezüst | Bronz                                                                                                |
| tőr, egyéni                                              | Rejtő Ildikó · Magyarország (HUN)                                                                 | Helga Mees · Egyesült Német Csapat (EUA)                                                                                      | Antonella Ragno · Olaszország (ITA)                                                                  |
| tőr, csapat                                              | Magyarország (HUN) · Ágoston Judit · Dömölky Lídia · Juhász Katalin · Marosi Paula · Rejtő Ildikó | Szovjetunió (URS) · Galina Gorohova · Valentyina Prudszkova · Valentyina Rasztvorova · Ljudmila Sisova · Taccjana Szamuszenka | Egyesült Német Csapat (EUA) · Gudrun Theuerkauff · Heidi Schmid · Rosemarie Scherberger · Helga Mees |

## Magyar részvétel

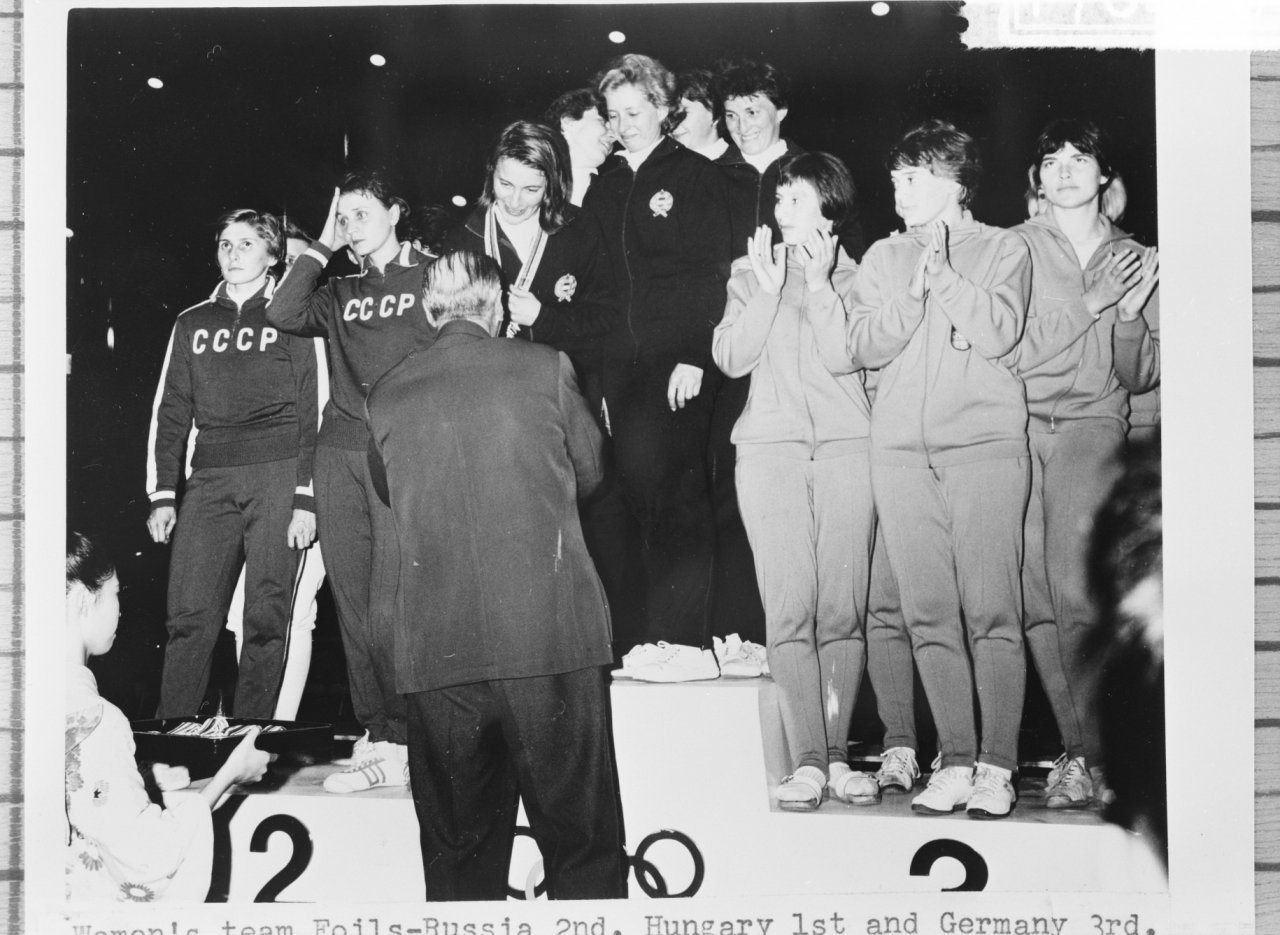
Tokió bajnoka a női tőr csapat, a dobogón

Az olimpián húsz vívó – tizenöt férfi és öt nő – képviselte Magyarországot. A magyar vívók összesen
- négy első és
- három ötödik

helyezést értek el és ezzel harmincnégy olimpiai pontot szereztek. A legeredményesebb magyar vívó, Rejtő Ildikó két aranyérmet szerzett.
A következő táblázat eltérő háttérszínnel jelöli, hogy a magyar vívók mely versenyszámokban indultak, illetve feltünteti, hogy – ha az első hat között végeztek, – hányadik helyezést értek el:
| Magyar részvétel az 1964. évi nyári olimpiai játékok vívóversenyein |        |        |        |        |           |           |
| Vívó                                                                | tőr    | tőr    | kard   | kard   | párbajtőr | párbajtőr |
| Vívó                                                                | egyéni | csapat | egyéni | csapat | egyéni    | csapat    |
| Ágoston Judit                                                       |        | 1.     |        |        |           |           |
| Bakonyi Péter                                                       |        |        |        | 5.     |           |           |
| Bárány Árpád                                                        |        |        |        |        |           | 1.        |
| Dömölky Lídia                                                       |        | 1.     |        |        |           |           |
| Gábor Tamás                                                         |        |        |        |        |           | 1.        |
| Gyarmati Béla                                                       |        |        |        |        |           |           |
| Gyuricza József                                                     |        |        |        |        |           |           |
| Horváth Zoltán                                                      |        |        |        | 5.     |           |           |
| Juhász Katalin                                                      | 5.     | 1.     |        |        |           |           |
| Kamuti Jenő                                                         | 5.     |        |        |        |           |           |
| Kamuti László                                                       |        |        |        |        |           |           |
| Kausz István                                                        |        |        |        |        |           | 1.        |
| Kovács Attila                                                       |        |        |        | 5.     |           |           |
| Kulcsár Győző                                                       |        |        |        |        |           | 1.        |
| Marosi Paula                                                        |        | 1.     |        |        |           |           |
| Meszéna Miklós                                                      |        |        |        | 5.     |           |           |
| Nemere Zoltán                                                       |        |        |        |        |           | 1.        |
| Pézsa Tibor                                                         |        |        | 1.     | 5.     |           |           |
| Rejtő Ildikó                                                        | 1.     | 1.     |        |        |           |           |
| Szabó Sándor                                                        |        |        |        |        |           |           |